# Zach Cherry
Zach Cherry (ur. 1 listopada 1987, Trenton) – amerykański aktor i komik, znany przede wszystkim z ról drugoplanowych w serialach i filmach telewizyjnych. Popularność przyniosły mu występy w produkcjach takich jak You, Succession, Severance oraz Shang-Chi i legenda dziesięciu pierścieni.

## Kariera
Zach Cherry rozpoczął karierę aktorską na początku lat 2010, początkowo występując w rolach epizodycznych w serialach komediowych. Przełomem była jego rola Ethana w pierwszym sezonie serialu You (2018) produkcji Netflix, w którym wcielił się w współpracownika głównego bohatera.
W 2020 roku został obsadzony w jednej z głównych ról w serialu Severance, thrillerze psychologicznym produkcji Apple TV+, reżyserowanym i współprodukowanym przez Bena Stillera. Wciela się w Dylana, jednego z pracowników korporacji Lumon Industries, gdzie stosuje się procedurę oddzielania wspomnień z pracy i życia prywatnego.
W 2022 roku ogłoszono, że Cherry będzie współprowadzącym programu The Great American Baking Show – amerykańskiej adaptacji brytyjskiego formatu The Great British Bake Off. Towarzyszy mu aktorka Ellie Kemper, a program produkowany jest przez Love Productions dla platformy Roku Channel.
W 2023 roku potwierdzono przedłużenie programu na drugi sezon, a Cherry powrócił jako współprowadzący u boku Kemper. W tym samym roku ogłoszono również nowy odcinek specjalny z udziałem celebrytów, który ma zadebiutować w okresie świątecznym.
Cherry wystąpił także w filmie Marvela Shang-Chi i legenda dziesięciu pierścieni (2021), w scenie w autobusie jako pasażer nagrywający akcję. Inne jego role telewizyjne obejmują seriale Succession, The Resident, Duncanville, Helpsters oraz Star Trek: Lower Decks.

## Styl komediowy
Zach Cherry znany jest z komediowego stylu gry, łączącego ekspresyjną mimikę i absurdalny humor. Występował w wielu serialach komediowych oraz animacjach. Współpracował z twórcami takimi jak Amy Poehler czy Pete Holmes.

## Filmografia[1]

### Filmy
- You Hurt My Feelings (2023)
- Shang-Chi i legenda dziesięciu pierścieni (2021)
- Most Dangerous Game (2020)
- Drunk Bus (2020)
- Isn't It Romantic (2019)
- An Evening with Beverly Luff Linn (2018)
- Unsane (2018)
- Spider-Man: Homecoming (2017) – bonus content

### Seriale
- Fallout (2024)
- Severance (2022–) – Dylan[2]
- The Great American Baking Show (2023–) – prowadzący[3][4]
- Helpsters (2019)
- Duncanville (2020)
- Star Trek: Lower Decks (2020)
- You (2018) – Ethan
- Succession (2018) – epizod
- The Resident (2018)
- The Last O.G. (2018)
- I Feel Bad (2018)
- Search Party (2016)
- Divorce (2016)
- The Magicians (2015)
- The Jim Gaffigan Show (2015)
- The Chris Gethard Show (2015)
- Crashing (2017)
- Broad City (2014)
- Last Week Tonight with John Oliver (2014)
- High Maintenance (2012)